# 総主教
総主教（そうしゅきょう、ギリシア語: πατριάρχης, ロシア語・ブルガリア語等: Патриарх, 英語: Patriarch）は、東方教会（正教会、東方諸教会）における最高位聖職者であり、主教品の最上位。正教会においては特定の独立正教会の首座主教に付与される称号（首座主教であっても総主教ではない主教が正教会には居る）。敬称は"His Holiness（聖下）"。
総主教の管轄する教区・教会・事務局・総主教邸は総主教庁(英語: Patriarchate)と呼ばれる。

## 語義・語根
"Πατριάρχης"（現代ギリシャ語転写：パトリアルヒス、古典ギリシャ語再建音：パトリアルケース）は、語源的には"πατήρ(pater)" は「父」を表し、"ἄρχων (archon)"は「指導者」「支配者」を表し、これら二語が合成されて「族長」といった意味を持ったとされる。これが教会の職名に適用された場合、「総主教」の意味となる。

## 称号の歴史
ギリシア語: "Πατριάρχης"は、アブラハム、イサク、ヤコブといった旧約時代の族長を指していた。後のユダヤ人の間では、サンヘドリンのトップにこの称号があった。
キリスト教においては、初期には全ての主教に対する敬称の一つであったが、次第に他の主教より重要な教区の主教に大主教と同様により大きい敬意を表する敬称となっていき、さらには府主教の中でも重要な者への敬称になっていった。
しかしギリシア語: "Πατριάρχης"（パトリアルヒス、総主教）が正式の称号となったのは7世紀末になってからのことである。　
たとえば451年に開催された第四全地公会議（カルケドン公会議）の条文上で、後代に総主教座となる主教座に対して使われた称号はエクザルフであり、"Πατριάρχης"（パトリアルヒス、総主教）は使われていない。
総主教（ギリシア語: "Πατριάρχης" パトリアルヒス）の称号が正式に認められたのは、692年のトゥルーリ公会議においてである。この時、ローマ、コンスタンディヌーポリ、アレクサンドリア、アンティオキア、イェルサリムの主教座が五大総主教区としての格付けを与えられた。ただし語彙「総主教」（ギリシア語: "Πατριάρχης" パトリアルヒス）は、五大総主教座が定められた条文には含まれておらず、別の条文に含まれている。
ほか、トゥルーリ公会規則においては、第7条にも「総主教」（ギリシア語: "Πατριάρχης" パトリアルヒス）という語彙が使われている。
五大総主教区のうち、西方教会に唯一存在したのは、後にローマ教皇となっていくローマ総主教座のみである。
東西教会の分裂以降、ローマ教皇は正教会の総主教には数えられない。

## 正教会の総主教
2025年時点で正教会には計9人の総主教がいる。名誉上はコンスタンディヌーポリ総主教庁が首位。以下に列挙する（カッコ内は正式名）。
古代の五大総主教区から継承した総主教
- コンスタンディヌーポリ総主教（コンスタンティノープル総主教） - （コンスタンディヌーポリの大主教・新ローマ[注釈 4]と全地の総主教）[注釈 5]
- アレクサンドリア総主教・パパ - （アレクサンドリア及び全アフリカのパパ・総主教）[注釈 6]
- アンティオキア総主教 - （アンティオキア及び全東方の総主教）
- エルサレム総主教 - （エルサレム及び聖シオンの総主教）[注釈 7]

後代になって成立した総主教
- ブルガリア総主教 - （ソフィアの府主教・全ブルガリアの総主教） - 927年成立
- グルジア総主教 - （ムツケタとトビリシの大主教・全グルジアのカトリコス総主教） - 1008年成立[注釈 8]
- セルビア総主教 - （ベオグラードとカルロヴツィの府主教・ペーチの大主教・全セルビアの総主教） - 1375年成立
- モスクワ総主教 - （モスクワ及び全ロシアの総主教） - 1589年成立
- ルーマニア総主教 - （カッパドキアのカイサリアの主教代行・ハンガリー=ワラキアの府主教・ブクレシュティの大主教・全ルーマニアの総主教） - 1925年成立

正教会の総主教達
- コンスタンディヌーポリ総主教
ヴァルソロメオス1世
- アレクサンドリア総主教
セオドロス2世
- アンティオキア総主教
イオアン10世
- エルサレム総主教
セオフィロス3世
- モスクワ総主教
キリル1世
- グルジア総主教
イリア2世
- ルーマニア総主教
ダニエル
- ブルガリア総主教
ネオフィト

## 東方諸教会における総主教

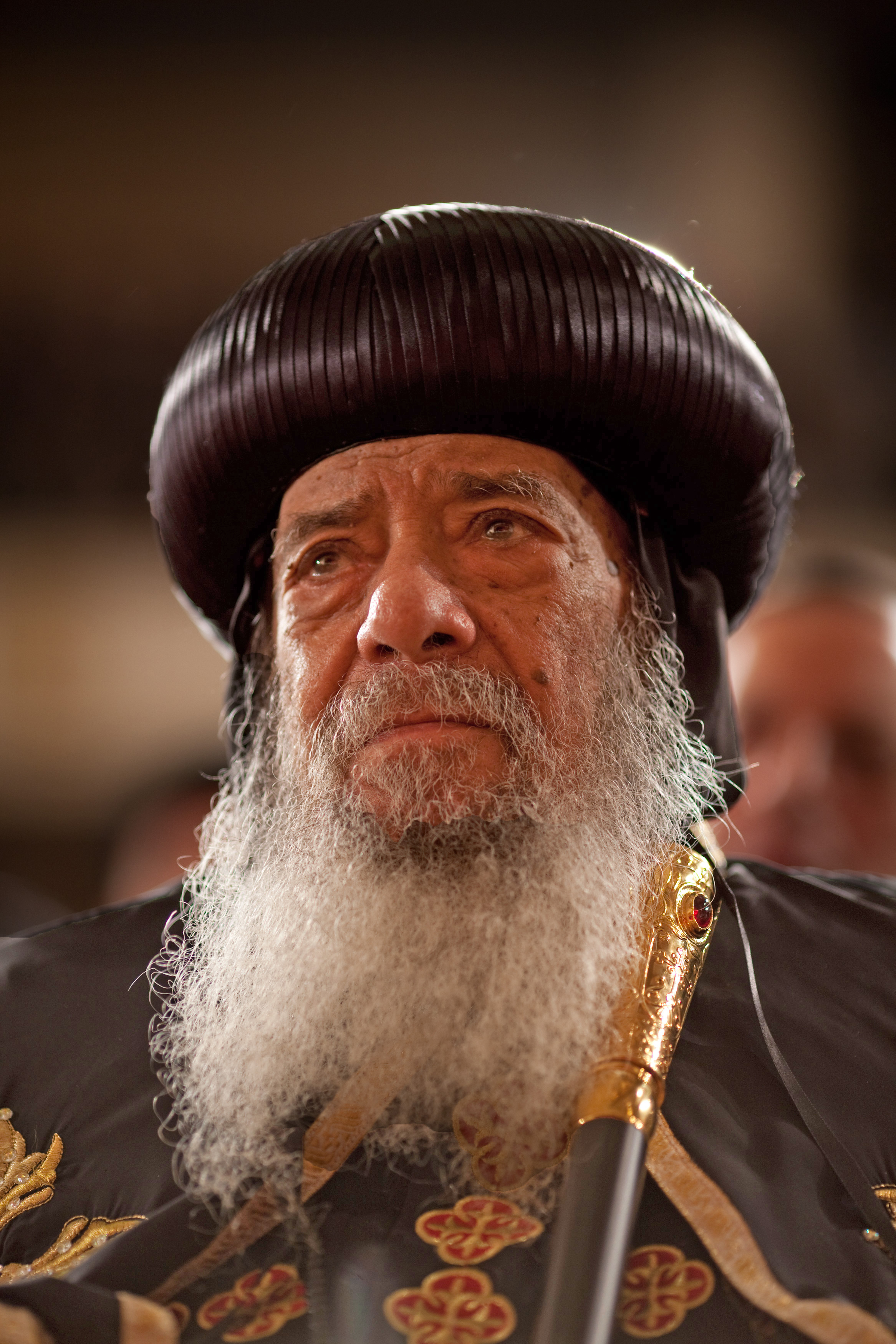
シェヌーダ3世：コプト正教会の教皇アレクサンドリア総主教

東方諸教会（非カルケドン派、アッシリア東方教会）にもそれぞれ総主教が存在する。これらはコンスタンディヌーポリ総主教と教会法上の結び付きを保っている上記の各正教会・総主教庁とは別系統の教会である。
非カルケドン派
- アレクサンドリア総主教・パパ（コプト正教会）
- アンティオキア総主教（英語版、アラビア語版）（シリア正教会）
  - インドのカトリコス（ヤコブ派シリア教会（英語版、マラヤーラム語版）））
- エチミアジンのカトリコス・アルメニア総主教（アルメニア使徒教会）
  - キリキアのカトリコス（アルメニア使徒教会）
  - コンスタンディヌーポリ総主教（アルメニア使徒教会）
  - エルサレム総主教（アルメニア使徒教会）
- インドのカトリコス（インド正教会）
- アクスムの大主教・エチオピアのカトリコス総主教（エチオピア正教会）
- エリトリア総主教（エリトリア正教会（英語版））

アッシリア東方教会
- アッシリア総主教

## カトリック教会における総大司教
ローマ・カトリックでは"Patriarch"を総大司教と訳している。ただし、ローマカトリック教会で正教会の「総主教」に相当するのはローマ教皇のみであり、ローマカトリック内の東方典礼の総大司教やラテン典礼の総大司教（リスボンやヴェネツィア等）などの「総大司教」職の内容は、正教会でいう総主教の職権とまったく異なる。